# أبو تراب فرقتي
ميرزا أبو تراب بك بن علي أنجَداني ويعرف باسم فُرقَتي (؟- 17 أغسطس 1616) هو شاعر إيراني ومن رجال البلاط الصفوي. 

## سيرته
هو أبو تراب بن زين الدين علي أنجَداني ولد في بلدة أنجَدان في فراهان أو يقال جوشقان. كان والده من رجال ديوان الملكي في الدولة الصفوية. نشأ أبو تراب في كاشان وتخلّص أولا بـكامي ثم فُرقَتي.

قضى فرقتي معظم حياته في كاشان، باستثناء الفترة التي سكن في معسكر عباس الأول الذي انتخبه وزيراً لمقصود بيك وهو من رجال الدولة. رجع إلى كاشان فيما بعد وامتاز في الخط أيضاً. 

مات فرقتي في ليلة 4 شعبان 1025/ 17 أغسطس 1616 بسبب الاستهلاك المفرط للمخدرات ودفن في مقبرة دشت أفروز بكاشان.